# 1944 na arte

## Nascimentos
| Data            | Nome                     | Profissão                                      | Nacionalidade | Observações | Ref |
| --------------- | ------------------------ | ---------------------------------------------- | ------------- | ----------- | --- |
| 12 de janeiro   | João Câmara              | pintor                                         | Brasil        |             |     |
| 6 de fevereiro  | Alberto Lume             | pintor                                         | Portugal      |             |     |
| 8 de fevereiro  | Sebastião Salgado        | fotógrafo                                      | Brasil        | (m. 2025)   |     |
| 13 de fevereiro | Ema Berta                | pintora                                        | Portugal      |             |     |
| 5 de maio       | Christian de Portzamparc | arquiteto e urbanista                          | França        |             |     |
| 6 de setembro   | Christian Boltanski      | pintor, artista plástico, escultor e fotógrafo | França        |             |     |
| 7 de outubro    | Claudio Tozzi            | pintor                                         | Brasil        |             |     |
| ??              | Carlos Zilio             | pintor e professor                             | Brasil        |             |     |
| ??              | Armanda Passos           | pintora                                        | Portugal      |             |     |

## Mortes
| Data           | Nome              | Profissão         | Nacionalidade             | Observações | Ref |
| -------------- | ----------------- | ----------------- | ------------------------- | ----------- | --- |
| 23 de janeiro  | Edvard Munch      | pintor            | Reino da Suécia e Noruega | n. 1863     |     |
| 1 de fevereiro | Piet Mondrian     | pintor            | Países Baixos             | n. 1872     |     |
| 2 de agosto    | Felix Nussbaum    | pintor            | Império Alemão            | n. 1904     |     |
| 2 de agosto    | Felka Płatek      | pintora           | Império Russo (Polónia)   | n. 1899     |     |
| 15 de outubro  | Eliseu Visconti   | pintor            | Brasil                    | n. 1866     |     |
| 28 de novembro | Antonio Rocco     | pintor            | Reino da Sardenha         | n. 1880     |     |
| 13 de dezembro | Wassily Kandinsky | pintor            | Império Russo             | n. 1866     |     |
| ??             | Aristide Maillol  | escultor e pintor | França                    | n. 1861     |     |

## Prémios
- Prémio Valmor e Municipal de Arquitectura 1944 - Luís Ribeiro C. Cristino da Silva[1].